# Torp Station
Torp Station (Torp stasjon eller Torp holdeplass) er en jernbanestation på Vestfoldbanen, der ligger i Råstad Sandefjord kommune i Norge.
Stationen blev oprindeligt åbnet sammen med banen 7. december 1881 under navnet Raastad, fra april 1921 Råstad. 1. oktober 1971 blev den nedgraderet til trinbræt, og senere ophørte persontrafikken helt. Stationsbygningen, der er opført i rødmalet træ efter tegninger af Balthazar Lange, er blevet restaureret og bruges nu som museum.
21. januar 2008 blev stationen genåbnet for at give forbindelse til Sandefjord Lufthavn, Torp og med betegnelsen Torp (Sandefjord lufthavn). Den genoprettede station etableredes overfor den gamle stationsbygning med en perron, læskur og vendeskur for en pris af 7 mio. NOK. Stationen betjenes af NSB's regionaltog mellem Skien og Eidsvoll og af en shuttlebus til lufthavnen.